# WRC 5
WRC 5 es un videojuego de carreras basado en la temporada 2015 del World Rally Championship. El juego fue desarrollado por el desarrollador francés Kylotonn y publicado por Bigben Interactive para las plataformas Microsoft Windows, PlayStation 4, PlayStation 3, Xbox One, Xbox 360 y PlayStation Vita en octubre de 2015. Es el primer juego en la serie desarrollada por Kylotonn. Esta es la entrega final de WRC para PlayStation 3, PlayStation Vita y Xbox 360.
Es el primer juego de WRC para consolas de octava generación y como videojuego oficial de la temporada 2015 del Campeonato Mundial de Rally presenta autos y rallies de la temporada 2015, incluyendo categorías de apoyo, y un total de 400 km de etapas. El juego también contó con la canción "Pompeii" de la banda británica indie rock Bastille" en su introducción.

## Recepción
IGN dijo: "Un reinicio desde cero para la serie WRC, pero que no deja una marca en el barro del Campeonato Mundial de Rally". Revista oficial de PlayStation – Reino Unido describió el juego como "áspero, pero con mucha diversión". Game Informer  escribió: "Si bien WRC 5 ofrece una experiencia decente, carece de fuerza o cualquier característica distintiva".
El juego alcanzó el número 10 en la tabla de ventas minoristas del Reino Unido y el número 10 en la tabla de descargas.